# ЗіУ-7
ЗіУ-7 (рос. ЗиУ-7) — радянський високопідлоговий тролейбус середньої місткості для внутрішньоміських пасажирських перевезень, що вироблявся впродовж 1966—1969 років на колишньому заводі імені Урицького в місті Енгельсі Саратовської області. ЗіУ-7 експлуатувались лише в РРФСР.

## Історія
Назвою машини є абревіатура повної назви заводу-виробника (Завод імені Урицького), яка також була його торгівельною маркою до перейменування підприємства.
1965 року на Заводі імені Урицького створений перший тролейбус середньої місткості ЗіУ-7, який був максимально уніфікований з базовим ЗіУ-5. Однак, за компонуванням кузову і габаритними розмірами дводверний тролейбус нагадував МТБ-82Д з оновленим кузовом, оскільки мав замалий передній звис, так як передні двері у нього знаходилася за передньою віссю, а також велику кабіну водія.
Завдяки меншій власній вазі у порівнянні з ЗіУ-5, при такому ж тяговому двигуні ЗіУ-7 мав кращі тягові характеристики. В умовах крутих підйомів та спусків, ця машина показала себе більш надійною у роботі. На цій машині вперше на радянських тролейбусах застосовували гідропідсилювач керма (від навантажувача ЛЗА-4045), який дозволяв водієві краще відчувати дорогу і був ефективніше пневматичного підсилювача. Проте остаточний варіант ЗіУ-7 для серійного виробництва передбачав пневматичний підсилювач керма. 1966 року, на одному з дослідних зразків ЗіУ-7, була випробувана вдосконалена РКСУ, яка стала серійно застосовуватися на тролейбусах ЗіУ-5Г. За рядом причин, головною з яких була мала місткість, яка становила всього 73 пасажири, до масового виробництва тролейбусу не дійшло.
Дана модель вироблялася на заводі впродовж 1966—1969 років. Машини випробовувалися у декількох містах РСФСР, в тому числі і у Москві. Загальна кількість виготовлених тролейбусів ЗіУ-7 невідома, за одними даними їх було близько 10 одиниць, за іншими — близько 15.
Одна з машин ЗіУ-7 надійшла 21 липня 1969 року до міста Кіров (№ 152) і експлуатувався до вересня 1974 року. За зовнішнім виглядом тролейбус мав деяку схожість з автобусом «Ікарус» зразка 1960-х років. Менш місткий у порівнянні з машинами ЗіУ-5, він припав до уваги місцевим тролейбусникам. Списаний 4 вересня 1974 року.  Найбільше надійшло тролейбусів ЗіУ-7 до Воронежа (6 одиниць) та Оренбургу (5 одиниць).

## Експлуатація
Відомо, що ЗіУ-7 експлуатувалися у наступних містах:
| Країна       | Місто      | Роки експлуатації | Кількість | Бортові номери |
| ------------ | ---------- | ----------------- | --------- | -------------- |
| СРСР / РРФСР | Воронеж    | 1966—1971         | 6         | ?              |
|              | Кіров      | 1969—09.1971      | 1         | 152            |
|              | Москва     | 1964—1969         | 1         | 3002           |
|              | Оренбург   | 1967—1972         | 1         | 30             |
|              | Ставрополь | 1966—1969         | 1         | 32             |
|              | Чебоксари  | 02.1966—11.1973   | 5         | 41—45          |